# Robert Gardos
Robert Gardos (Budapest, 16 de enero de 1979) es un jugador de tenis de mesa austriaco, nacido en Hungría.
En 2008 disputó sus primeros Juegos Olímpicos.

## Palmarés internacional
| Campeonato Europeo | Campeonato Europeo | Campeonato Europeo | Campeonato Europeo   |
| Año                | Lugar              | Medalla            | Prueba               |
| ------------------ | ------------------ | ------------------ | -------------------- |
| 2008               | San Petersburgo    | Medalla de bronce  | Individual masculino |
| 2008               | San Petersburgo    | Medalla de bronce  | Dobles masculino     |
| 2009               | Stuttgart          | Medalla de bronce  | Equipo               |
| 2011               | Gdansk-Sopot       | Medalla de bronce  | Equipo               |
| 2012               | Herning            | Medalla de oro     | Dobles masculino     |
| 2013               | Schwechat          | Medalla de plata   | Dobles masculino     |
| 2015               | Ekaterimburgo      | Medalla de oro     | Equipo               |
| 2018               | Alicante           | Medalla de oro     | Dobles masculino     |
| 2022               | Múnich             | Medalla de bronce  | Dobles mixto         |
| 2022               | Múnich             | Medalla de plata   | Dobles masculino     |
| Juegos Europeos    |                    |                    |                      |
| Año                | Lugar              | Medalla            | Prueba               |
| 2015               | Bakú               | Medalla de bronce  | Equipo               |